# 夹层

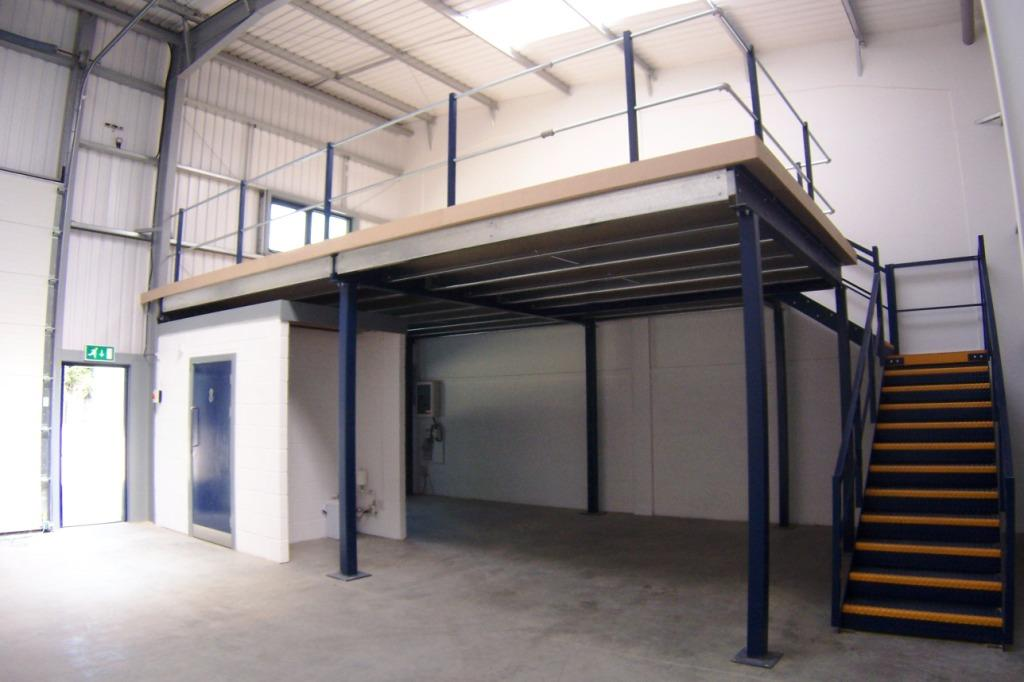
某工业厂房内的夹层部分。

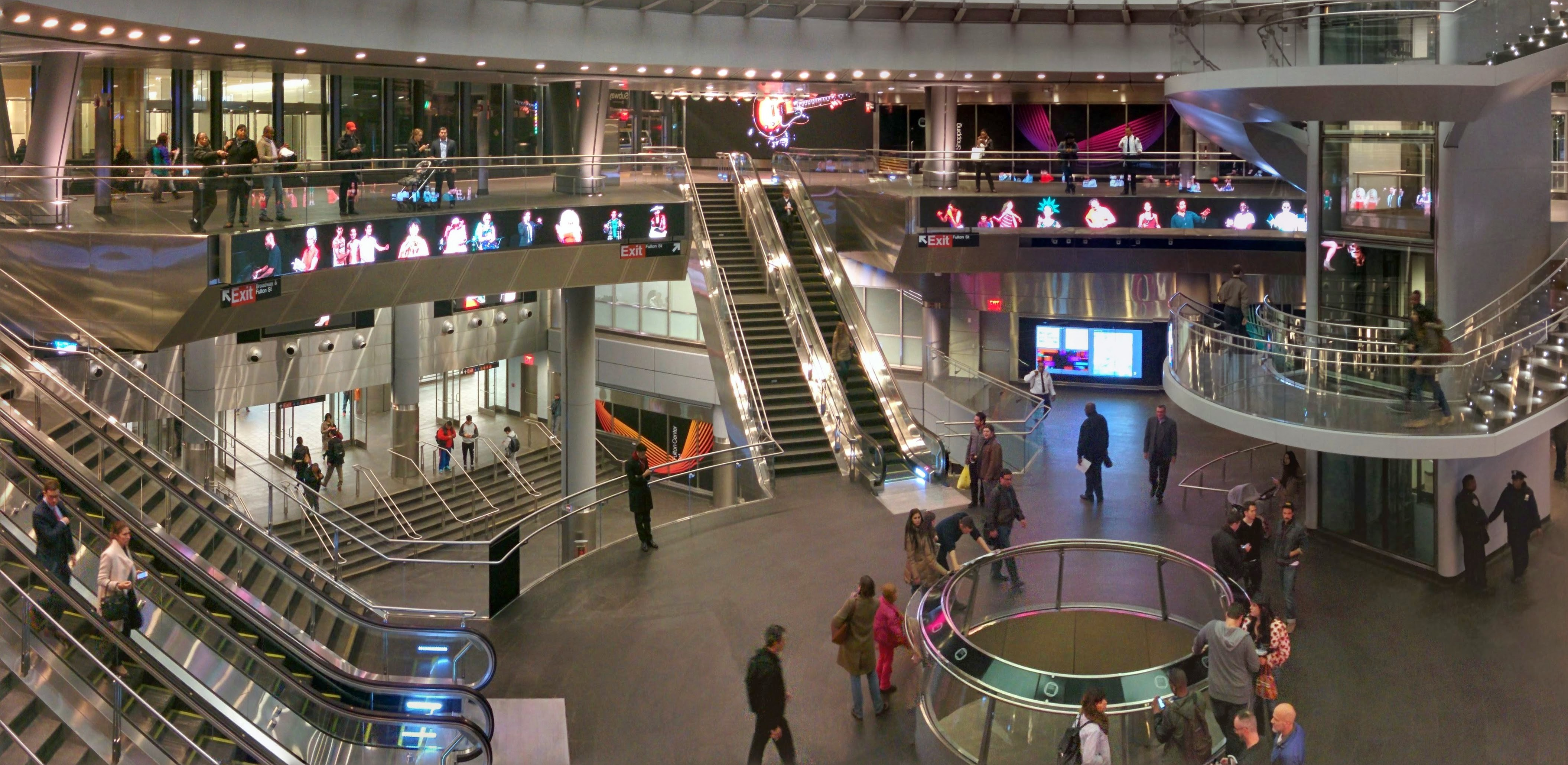
纽约地铁福尔顿转运中心内的夹层

夹层（mezzanine）指一座建筑中两层主楼面之间的部分楼层，常见于大型厂房、大型公用建筑和高层建筑中。如果一栋建筑从外部看是N层，从内部看局部是N+M层，那么M层这部分就是夹层。
在中国大陆，夹层不计层数，但层高超过2.2米的部分要计算建筑面积。

## 標示
夾層通常標示為M。各地的命名習慣不同，M字可標示於樓層的前方或後方。例如，二樓與三樓之間的夾層可標示為2M或M2。
如果夾層位於最低層，通常簡寫為M或M/F。

## 参見
- 樓層
- 閣樓（Cockloft）